# Shift-share analízis
A shift-share analízis elterjedten használt térstatisztikai módszer. Célja valamilyen gazdasági vagy demográfiai folyamat  területi sajátosságainak, lokális, regionális súlyának a vizsgálata összevetve valamilyen nagyobb referencia terület (pl. ország) folyamataival.
A módszert első alkalommal 1942-ben alkalmazta Daniel B. Creamer az Egyesült Államok Erőforrás-tervezési Intézetében az Államok ipari potenciáljának és erőforrásainak regionális vizsgálatára. A módszer pontos matematikai formalizmusának kidolgozását 1960-ban a baltimori Johns Hopkins Egyetemen végezték el.

## Számítása
Egy területi egység vizsgálatba bevont folyamatainak változását vizsgálva az eljárás a következő: a teljes ágazati érték e a i-edik aktivitás értéke ei. A referencia terület (nagyobb egység, megye, ország), teljes ágazati értéke E és a  i-edik aktivitás értéke Ei akkor a shift-share módszer szerint a változás a tanulmányozott területi egység i-edik aktivitás értékére a következő változók függvénye lesz:
- A vizsgált terület referencia terület szerinti változása → share change
- A vegyes aktivitás változás → mix change
- és a regionális változások a vizsgált területen → shift change

Ez azt jelenti, hogy a vizsgált terület i-ik aktivitásának t és t+n időintervallumon belüli változása a következők szerint mérhető::
{\displaystyle e_{i}^{t+n}-e_{i}^{t}=share\;change+mix\;change+shift\;change}
or
{\displaystyle e_{i}^{t+n}-e_{i}^{t}=e_{i}^{t}\left[{{{E_{}^{t+n}} \over {E_{}^{t}}}-1}\right]+e_{i}^{t}\left[{{{E_{i}^{t+n}} \over {E_{i}^{t}}}-{{E^{t+n}} \over {E^{t}}}}\right]+e_{i}^{t}\left[{{{e_{i}^{t+n}} \over {e_{i}^{t}}}-{{E_{i}^{t+n}} \over {E_{i}^{t}}}}\right]}
Területi és ágazati bontású adatokra van szükség, (az ágazatok lehetnek gazdasági ágazatok, korcsoportok, településnagyság-csoportok), melyekből a fenti formula alkalmazásával két mátrixot alkotunk, az egyik a kezdeti a másik a végső időpont adatait tartalmazza.
A mátrixok sorainak és oszlopainak összeadásával számítjuk ki mindkét időpontban az j-edik területi egység teljes termelését, a i-edik ágazat teljes termelését, valamint a teljes termelést.
Ezután minden területegységre vonatkozóan felbontható az adott periódus növekedési többlete vagy hiánya regionális és strukturális hatásra.
A fenti három értéket minden területegységre kiszámítjuk: a pozitív értékek az országos növekedésnél gyorsabb növekedésből származó többletérték, a negatív a lassabb növekedésből fakadó hiányt jelzi.
Az eredmények alapján a területegységeket nyolc típusa különböztethető meg, az országos átlagnál gyorsabban növekvő és az országos átlagnál lassabban növekvő térségek között is négy-négy altípust lehet megjelölni.

## Szerepe
Az elemzéssel kimutatható, hogy egy-egy térség nemcsak a gazdaság ágazati szerkezetének javításával dinamizálható, hanem a lokális adottságokat is számításba kell venni.